# Global Fashion Group
Global Fashion Group (GFG) ist ein 2011 von der schwedischen Investmentgesellschaft Kinnevik und der deutschen Rocket Internet gegründetes Unternehmen für den Onlinehandel mit Kleidung in Schwellenländern mit Sitz in Luxemburg. Ihm gehören Dafiti in Südamerika, Zalora in Südostasien und The Iconic in Australien und Neuseeland. Die GFG ist damit in insgesamt 13 Ländern  aktiv. Die GFG vertreibt internationale Marken wie Nike, Mango, Asics, Tommy Hilfiger und Eigenmarken wie Colcci von Dafiti.

## Geschichte
2015 stieg der Umsatz der GFG um 48 Prozent auf 930 Millionen Euro, wobei das Unternehmen einen operativen Verlust von 275 Millionen Euro erwirtschaftete. Bei einer Finanzierungsrunde 2015 erhielt die GFG 150 Millionen Euro, darunter 49 Millionen Euro von Rocket Internet. 2016 erhielt die GFG in einer weiteren Finanzierungsrunde 330 Millionen Euro. Die indische Tochter Jabong wurde 2016 für 70 Millionen US-Dollar an Myntra, eine Tochter des indischen eCommerce-Unternehmen Flipkart, verkauft.
Im April 2017 wurde Cynthia Gordon, ein Vorstandsmitglied von Kinnevik, zur neuen Aufsichtsratsvorsitzenden der GFG ernannt. Im Mai verkaufte die GFG 51 % der Anteile von Namshi an das in Dubai ansässige Unternehmen Emaar Malls, eine Tochter von Emaar. Im Februar 2018 wurden Patrick Schmidt und Christoph Barchewitz gemeinsam die Nachfolger von GFG-CEO Romain Voog. Im Februar übernahm Emaar die restlichen Anteile an Namshi von der GFG. Im gesamten Geschäftsjahr 2018 betrug der Umsatz der GFG 1,16 Milliarden Euro und der operative Verlust lag bei 202 Millionen Euro.
Am 2. Juli 2019 ging die Global Fashion Group an die Frankfurter Wertpapierbörse. Die Aktie war bis zum 21. März 2022 Mitglied im Börsenindex SDAX. Ende 2022 verkaufte die GFG das in Moskau ansässige Tochterunternehmen Lamoda an den russischen Investor Iakov Panchenko. Zum 1. Februar 2023 trat Schmidt zurück, um mehr Zeit für seine Familie und andere Investments zu haben. Bei leicht gestiegenen Umsätzen in den fortgeführten Bereichen erhöhte sich der Verlust (EBITDA) der GFG im Jahr 2022 auf 40,8 Mio. Euro.